# Raynham (Norfolk)
Raynham is een civil parish in het bestuurlijke gebied North Norfolk, in het Engelse graafschap Norfolk met 330 inwoners.